# Sân bay Avignon – Provence
Sân bay Avignon – Provence tên tiếng Pháp là Aéroport d'Avignon (IATA: AVN, ICAO: LFMV) là một sân bay nằm ở thị trấn Montfavet, 8 kilômét (5 mi) về phía về phía đông nam của Avignon và về phía tây bắc của Caumont-sur-Durance, thị trấn thuộc tỉnh Vaucluse trong vùng Provence-Alpes-Côte d'Azur của nước Pháp.

## Các hãng hàng không và tuyến bay
- Flybe (Exeter [theo mùa], Southampton)
- Jet2.com (Edinburgh, Leeds/Bradford)